# Mystus mysticetus
Cá chốt sọc hay còn gọi là cá chốt vạch hay cá chốt trâu (Danh pháp khoa học: Mystus mysticetus) là một loài cá chốt trong chi Mystus thuộc họ Bagridae. Cá phân bố ở một số lưu vực sông ở Đông Nam Á ở Lưu vực sông Mêkông và Chao Phraya như Thái Lan, Lào, Campuchia và Việt Nam. 

## Khai thác
Cá chốt sọc mình không vảy, đầu hơi giẹp, dưới hai mép có bốn sợi râu, hai bên mang có hai ngạnh và dọc theo hai bên hông có sọc màu sậm chạy dài từ mang chạy dài tới đuôi cá. Ở Việt Nam, vào mùa tháng ba, tháng tư thường thường dân ở ruộng hay quăng câu ngầm, móc mồi trùn.
Ở đầu giường câu kia buộc một cục đá, đầu này buộc vào một cây sào dài; người ta có thể đứng trên bờ quăng luồng câu ra xa ngoài dòng nước rồi cắm cây sào dài giữ luồng câu cho đừng bị trôi. Sau khoảng hút tàn điếu thuốc, lại nhổ cây sào thăm câu, phăng câu lên, cá chốt dính mỗi lưỡi mỗi con.
Ngoài cách bắt cá chốt bằng câu quăng, người ta còn nhữ mồi chận đăng nơi các miệng hầm, vàm mương, hoặc chận đăng cặp các mé cỏ (còn gọi là đăng mé) vào tháng cá sắp lên đồng. Trong các cách này thì cách đăng mương là được cá chốt nhiều nhất. Đăng mương có hai cách, đó là đăng cố định hoặc là đăng lưu động. Đăng cố định là người ta chọn vàm mương nào dự trù mình sẽ đăng bắt cá các loại trong đó nhiều nhất là cá chốt, thì người ta trải đăng sẵn nơi vàm mương đó. 